# Carrie Preston
Carrie Preston (ur. 21 czerwca 1967 w Macon, Georgia) – amerykańska aktorka filmowa, telewizyjna i teatralna. Jest również producentką, reżyserem oraz montażystką. Jej mężem jest aktor Michael Emerson, a jej bratem aktor John G. Preston.

## Życiorys
Urodziła się i wychowywała w Macon. Jej matka była artystką i terapeutką, ojciec inżynierem geotechnicznym. W wieku 12 lat została właścicielką swojego teatru, gdzie odgrywała rolę producenta, pisarza, kierownika obsady, kostiumografa, kierownika i aktorki. Uzyskała licencjat (Bachelor’s degree) na Uniwersytecie Evansville. Później uczęszczała do Juilliard School w Nowym Jorku. Po skończeniu szkoły zaczęła pracę na scenie.

## Kariera
Pracowała ze swoim mężem, aktorem Michaelem Emersonem w wielu produkcjach. W 2007 roku pojawiła się na planie serialu Zagubieni, gdzie zagrała matkę Bena w odcinku 3x20 „The Man Behind the Curtain”. Chociaż jej mąż wciela się w tę postać, to tak naprawdę nigdy nie pojawili się w jakichkolwiek scenach razem.
Razem z mężem zagrała w komedii Straight-Jacket z 2004 roku i w 2008 roku w filmie Gotowi? OK!.
Carrie Preston jest współwłaścielką przedsiębiorstwa produkcyjnego Daisy 3 Pictures wraz z Jamesem Vasquezem i Markiem Holmes.
Od 2008 roku występuje w serialu Czysta krew jako Arlene Fowler.

## Filmografia
- 2023: Przesilenie zimowe (The Holdovers) jako Lydia Crane
- 2017: Wtedy im pokażę (And Then I Go) jako pani Arnold
- 2010: Virginia i jej problemy (Virginia) jako Betty
- 2009: That Evening Sun jako Ludie Choat
- 2009: Gra dla dwojga (Duplicity) jako Barbara Boffered
- 2009: Prywatna praktyka (Private Practic) jako panna Pierce
- 2008: Vicky Cristina Barcelona (Vicky Cristina Barcelona) jako Sally
- 2008: Gotowi? OK! (Ready? OK!) jako Andy Dowd
- 2008: Wątpliwość (Doubt) jako Christine Hurley
- 2008-2014: Czysta krew (True Blood) jako Arlene Fowler
- 2007: Gotowe na wszystko (Desperate Housewives) jako Lucy Lindquist
- 2007: Zagubieni (Lost) jako Emily Linus
- 2007: Nothing Is Private jako pani Vuoso
- 2007: Lovely by Surprise jako Marian
- 2006: Arrested Development jako Jan Eagleman
- 2005: Transamerica (Transamerica) jako Sydney
- 2005: The Inside jako Kelly Comack
- 2005: Wzór (Numb3rs) jako Vicky Sites
- 2004: Żony ze Stepford (The Stepford Wives) jako Barbara
- 2004: Straight-Jacket jako Sally Stone
- 2004: Wonderfalls jako siostra Katrina
- 2004: Hope i Faith (Hope & Faith) jako Sally Jones
- 2003: Dzień dobry, Miami (Good Morning, Miami) jako Kiera
- 2003–2006: Prawo i porządek: Zbrodniczy Zamiar (Law & Order: Criminal Intent) jako Megan Colby
- 2001: Emeril jako B.D. Benson
- 2000: Nazywał się Bagger Vance (The Legend of Bagger Vance) jako Idalyn Greaves
- 2000: Kobieta potrzebna od zaraz (Woman Wanted) jako Monica
- 1999: Ginewra (Guinevere) jako Patty
- 1999: Seks w wielkim mieście (Sex and the City) jako Madeline Dunn
- 1999: Cradle Will Rock (Cradle Will Rock) jako VTA – Administrator
- 1999: Spin City jako Gayle
- 1998: Kod Merkury (Mercury Rising) jako Emily Lang
- 1998: Grace i Glorie (Grace and Glorie) jako Charlene
- 1998: Significant Others jako Patti Pasternak
- 1997: Mój chłopak się żeni (My Best Friend’s Wedding) jako Amanda Newhouse
- 1997: Na dobre i złe (For Richer or Poorer) jako Rebecca Yoder
- 1997: Union Square jako Jester
- 1997: The Journey jako Laura Singh
- 1996: Cutty Whitman jako Sheriff